# Policijska akademija 7: Misija Moskva
Policijska akademija 7: Misija Moskva (engleski izvornik: Police Academy: Mission to Moscow), američka filmska komedija iz 1994. godine. Sedma iz franšize Policijske akademije. Film je ostvario slabu domaću zaradu, zbog čega dugo vremena nakon njega nije bilo niti nagovještaja snimanja novog nastavka.

## Sažetak
Junaci iz policijske akademije idu u Rusiju, u duhu sveopće liberalizacije i otopljavanja odnosa dviju supersila. 